# Krajowcy
Krajowcy – stosunkowo nieliczna grupa inteligencji polskojęzycznej bądź polskiej na Litwie na początku XX wieku, związana z ideą współżycia wielonarodowych wspólnot połączonych wspólnym terytorium, historią, przyrodą – czyli krajem. Grupa ta wysuwała program kompromisu pomiędzy tradycyjnym a nowoczesnym znaczeniem słowa „Litwin” (zob. Litwini w znaczeniu historycznym). Krajowcy wileńscy pragnęli połączyć, z odwołaniem się do historycznych pomostów łączących dawne Wielkie Księstwo Litewskie ze współczesnością – łączących narody dawnego WKL, świadomość narodową polską i użycie języka polskiego ze świadomością państwową litewską, a niektórzy z programem lojalności wobec państwa nowolitewskiego (tzn. Republiki Litewskiej).
Po wyborach w 1906 roku wśród deputowanych do Dumy z terenu Białorusi wyłoniła się grupa „krajowców” z Romanem Skirmuntem i  Edwardem Woyniłłowiczem, na czele. „Krajowcy”, reprezentujący interesy mieszkańców różnych narodowości związanych z zamieszkiwaniem na wspólnej ziemi, domagali się autonomii dla ziem litewsko-białoruskich i równouprawnienia miejscowych narodowości, w tym białoruskiej, w dziedzinie oświaty i kultury. „Krajowcy” różnili się między sobą podejściem do kwestii narodowościowej na Białorusi, a także stosunkiem do Polski. Część z nich, w tym sam Roman Skirmunt, akcentowała odrębność Litwy i Białorusi od Polski, co było ostro krytykowana przez polskich narodowych demokratów. Dość znaczną reprezentację Krajowcy mieli także po wyborach do II Dumy, gdzie nadal występowali w Dumie na rzecz szerokiego samorządu w zachodnich guberniach Cesarstwa, wywołując tym ataki ze strony przedstawicieli bloku prorosyjskiego na Białorusi.
Do znaczących krajowców zaliczali się m.in.: Ludwik Abramowicz, Stanisław Narutowicz, Michał Römer, Roman Skirmunt, Edward Woyniłłowicz, Tadeusz Wróblewski, Józef Mackiewicz.